# Pont de Küçükçekmece
Le pont de Küçükçekmece est un pont ottoman du XVIe siècle, situé à l'endroit où le lac de Küçükçekmece rencontre la mer de Marmara, dans le quartier de Fatih du district de Küçükçekmece à Istanbul. C'est un pont historique construit au XVIe siècle,. Un agrandissement a été réalisé pendant la Première Guerre mondiale et la pente du pont a été nivelée. De ce fait, il a perdu sa structure architecturale d'origine.

## Description
Il y avait un pont en maçonnerie et en bois à l'époque byzantine, construit lors de la conquête d'Istanbul en raison de son importance stratégique. On sait que ce pont a été réparé par Mehmed II. La construction du pont actuel, qui a survécu jusqu'à nos jours, a commencé sous le règne de Soliman le Magnifique et a été achevée sous Sélim II. Bien que ce ne soit pas certain, on pense que le pont a été construit par Acem Alis, qui était l'architecte en chef avant Mimar Sinan. Sa longueur totale est de 210 mètres et sa largeur de 7,60 mètres. La plus grande portée de l'arc est de 10 mètres.

## Emplacement
Le pont est situé dans le quartier de Fatih du district de Küçükçekmece à Istanbul, là où le lac de Küçükçekmece rencontre la mer de Marmara. Des bateaux de pêche sont amarrés autour. Sur le côté nord du pont se trouvent la fontaine du pont Küçükçekmece et la place historique de Küçükçekmece à proximité. 

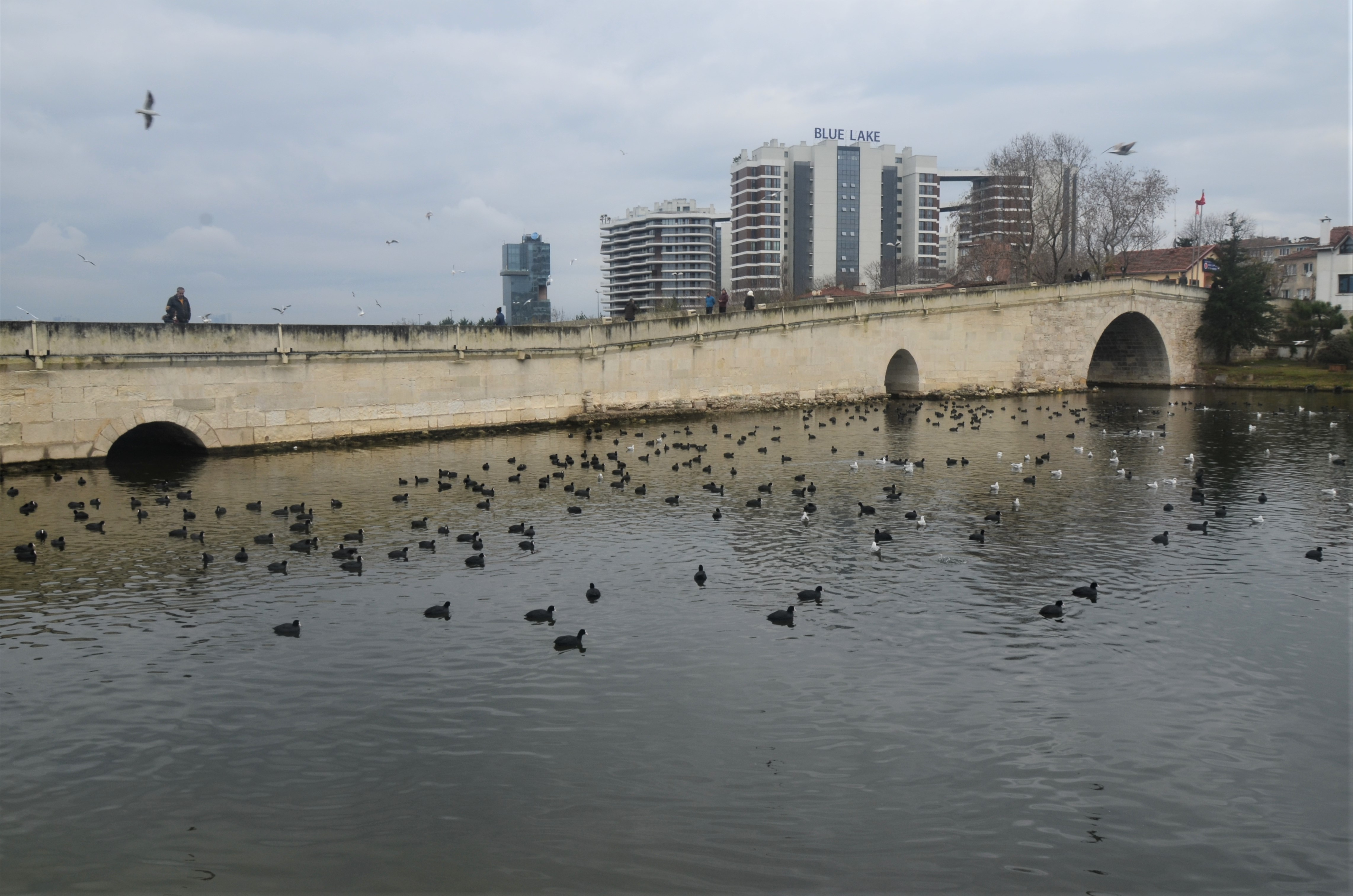
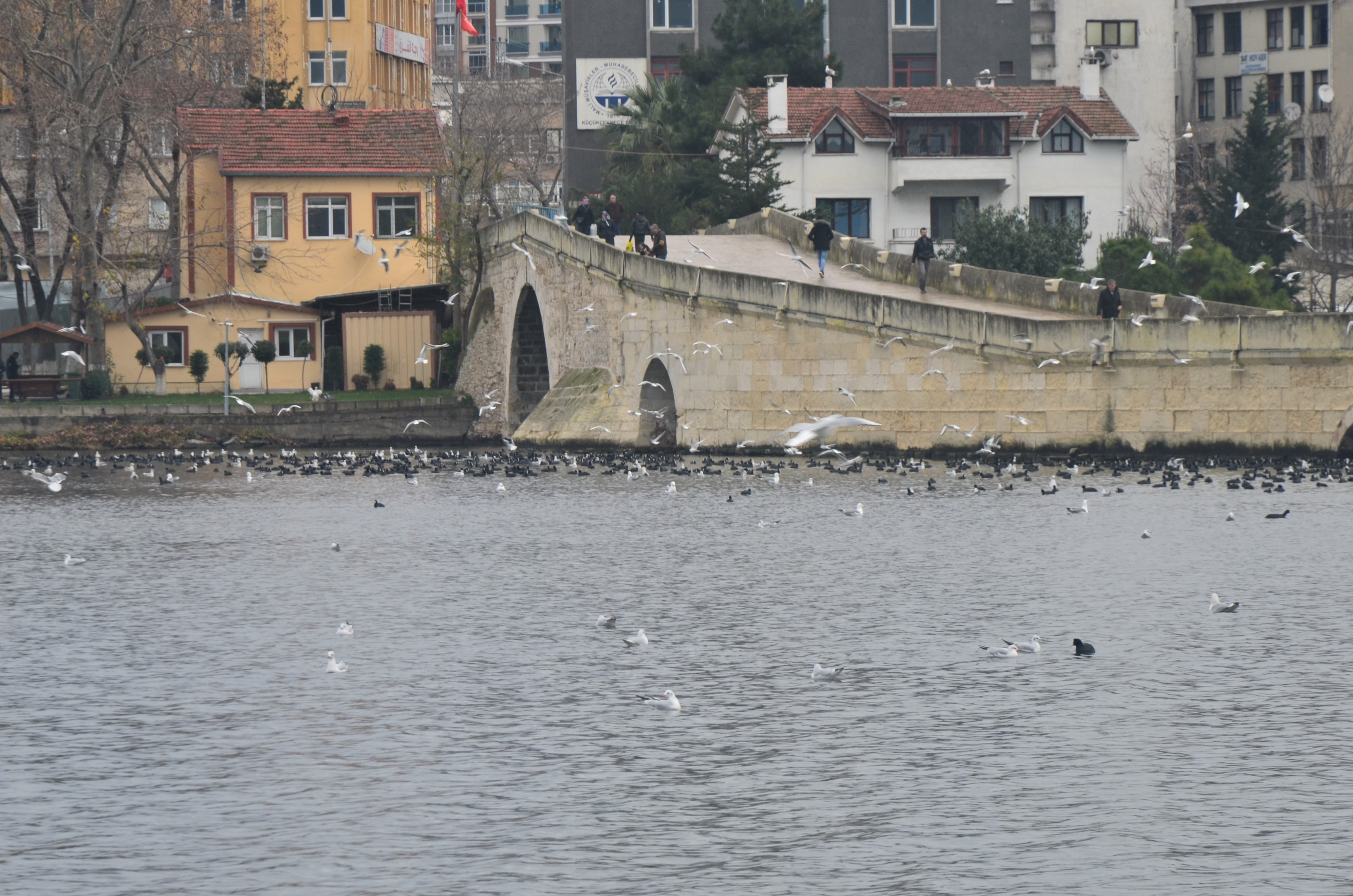

## Voir également
- Liste des ponts en Turquie
- Pont Soliman le Magnifique